# San Francesco a Ripa

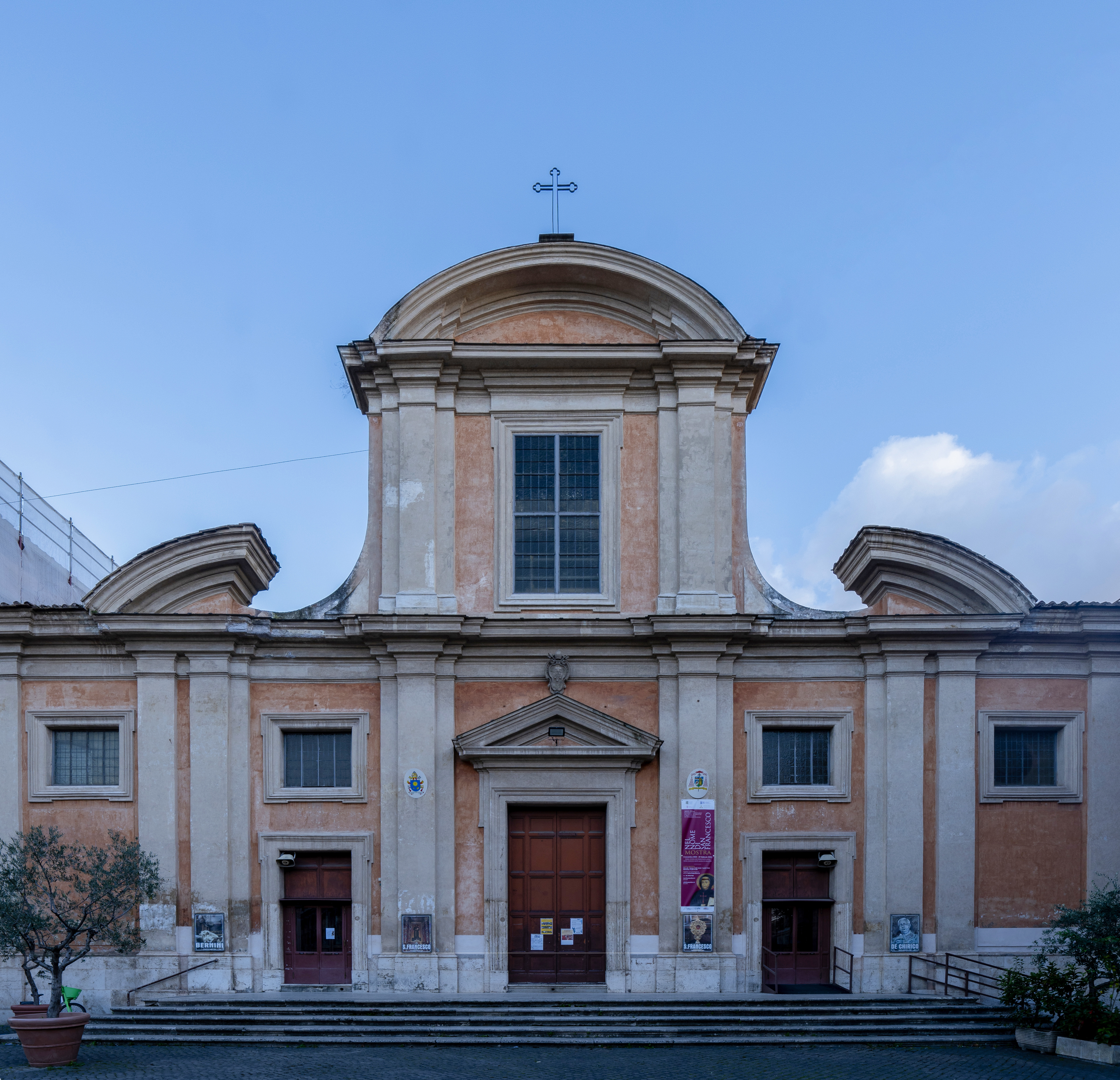
Exterior de la iglesia.

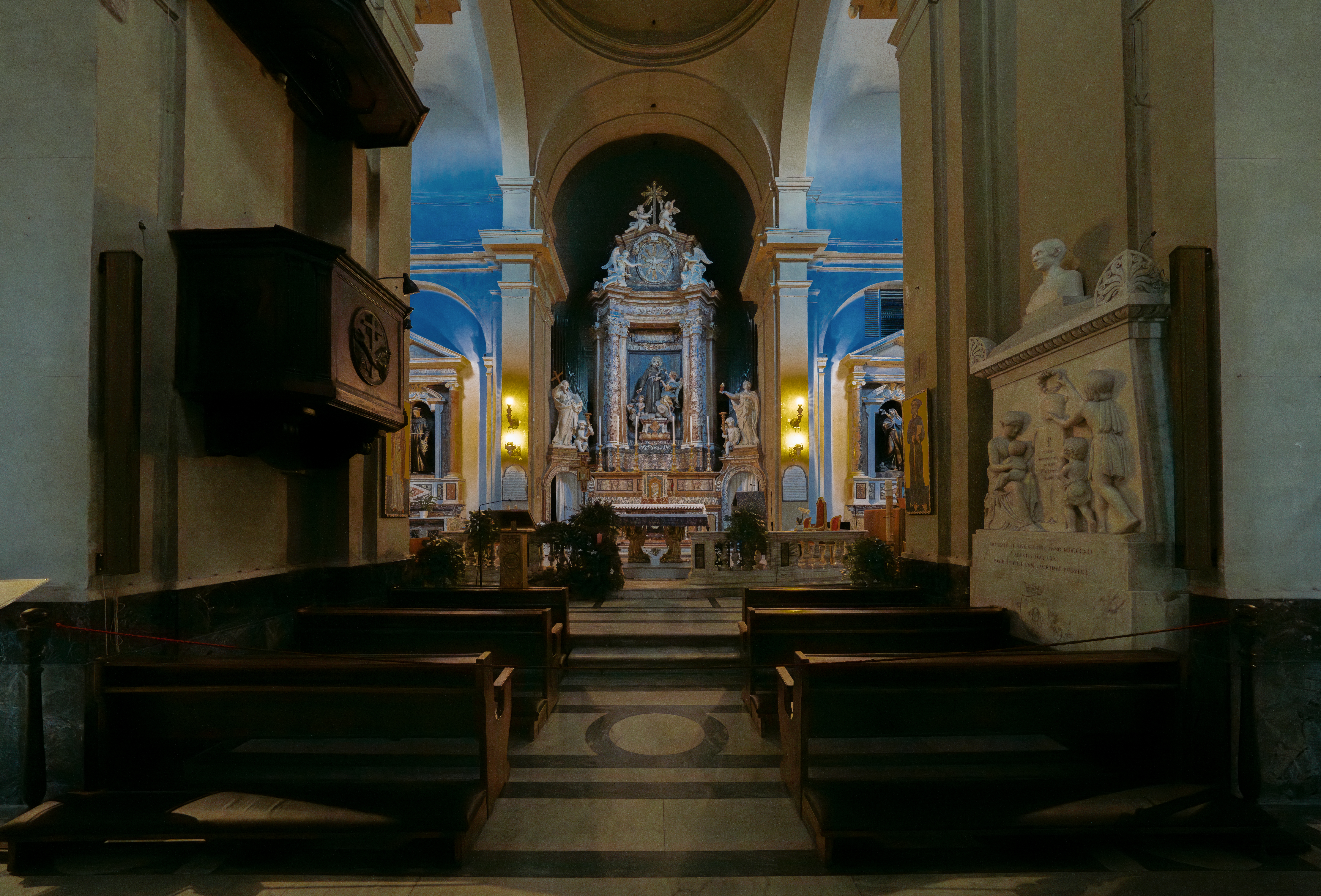
Interior de la iglesia.

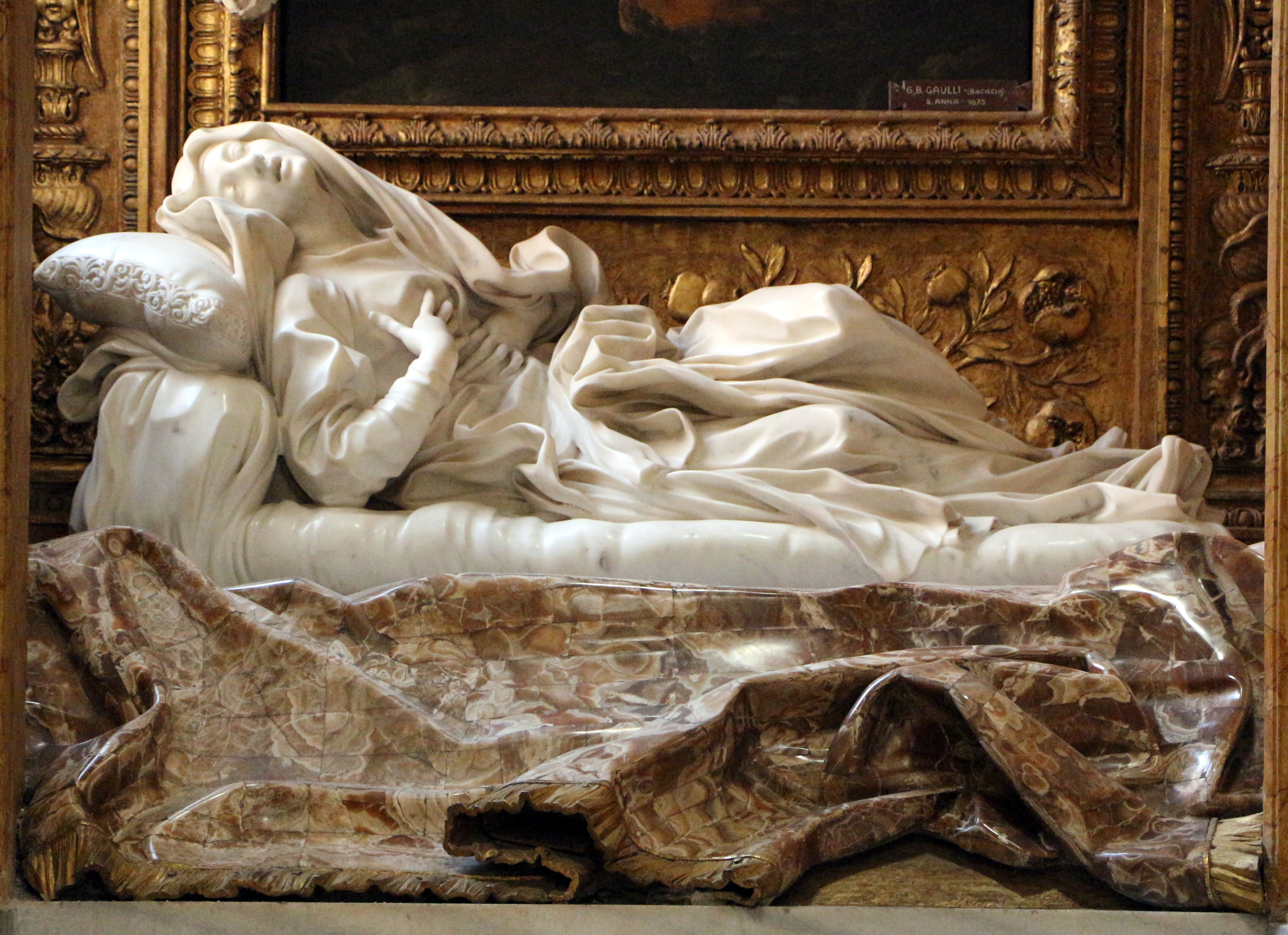
Estatua Éxtasis de la beata Ludovica Albertoni, obra de Gian Lorenzo Bernini en la capilla Paluzzi-Albertoni de San Francesco a Ripa.

San Francesco a Ripa es una iglesia en Roma (Italia) dedicada a san Francisco de Asís porque el convento anejo es el lugar donde se alojó durante su visita a Roma en 1229, mientras que el término Ripa se refiere a la cercana ribera del Tíber.
Es templo cardenalicio, y cuyo título lo ocupa actualmente el Arzobispo Primado de México, el Card. Norberto Rivera Carrera.

## Historia
Los orígenes de esta iglesia se relacionan con el convento que existía en el barrio del Trastévere de Roma desde el siglo X o XII. Tenía anejo una iglesia, construida en 1231 y dedicada a San Blas (San Biagio). Esta iglesia fue decorada con un ciclo sobre San Francisco, hoy perdido, obra de Pietro Cavallini. Este ciclo probablemente sirvió de prototipo a los famosos frescos sobre la Leyenda de san Francisco, adscritos a Giotto di Bondone, en la Basílica Superior de San Francisco de Asís.

## Arte y arquitectura
El edificio de la iglesia actual es resultado de la reestructuración de Onorio Longhi (cuerpo longitudinal, 1603), que empezó por el ábside. La fachada se acabó en 1681-1701 con un diseño de Mattia de Rossi. Desde 1873 hasta 1943 la iglesia fue usada como barracas por los Bersaglieri.
En la primera capilla de la derecha, hay frescos de Fra Emanuele da Como y un monumento al cardenal Michelangelo Ricci de Domenico Guidi. En la segunda, Domenico Maria Muratori pintó al fresco acontecimientos de la vida de San Giovanni de Capestrano (1725). En la tercera capilla, hay un retablo (1685) de Stefano Maria Legnani. En el transepto está la capilla de los Rospigliosi-Pallavicini, comenzada por Nicolas Michetti y acabada por Ludovico Rusconi en 1725. Dentro un retablo representa a San Pedro de Alcántara y San Pascual Bailón pintados por Tommaso Chiaro y los monumentos funerarios de Stefano y Lazzaro Pallavicini, Maria Camilla, y Giambattista Rospigliosi basadas en diseños de Michetti. El altar principal se acabó en 1746. El San Francisco está atribuido a Fra Diego da Careri, el lienzo de la Trinidad a Paris Nogari.
En el transepto de la izquierda, la capilla Paluzzi-Albertoni diseñada por Giacomo Mola 1622-1625. Dentro está una de las obras maestras de Bernini, la estatua de la Beata Ludovica Albertoni (1671-1675). Esta escultura recuerda al famoso Éxtasis de Santa Teresa, del mismo autor. Detrás de la estatua hay una pintura de Santa Ana y la Virgen por Giovanni Battista Gaulli.
En la tercera capilla a la izquierda hay un busto de Laura Frangipani esculpido por Andrea Bolgi (1637), en la pared hay un busto de Orazio Mattei atribuido a Lorenzo Ottoni. En la segunda capilla, frescos de Giovanni Battista Ricci. Hacia el centro, una Anunciación (1534) por Francesco Salviati. La tumba de Giuseppe Paravicini fue esculpida por Camillo Rusconi. En la primera capilla, hay una pintura de Marten De Vos (1555), a la derecha, una Asunción de Antonio della Cornia, a la izquierda, un Nacimiento de la Virgen (1620) de Simon Vouet.
Notable es también la copia que se dice retrato de San Francisco por el fraile Margaritone d'Arezzo: si se confirmase, sería el primer retrato verdadero de la historia del arte italiano (el original está en la Pinacoteca Vaticana). La iglesia también guarda, en la celda donde vivió el santo, una piedra negra que usaba como almohada. En el jardín del convento hay un naranjo, que según la tradición, fue plantado por el propio san Francisco.
La plaza en frente de la iglesia tiene una columna jónica erigida por el papa Pío IX, tomada de las ruinas de Veyes.